# Antsalova pauliani
Antsalova pauliani är en fjärilsart som beskrevs av Sergius G. Kiriakoff 1969. Antsalova pauliani ingår i släktet Antsalova och familjen tandspinnare. Inga underarter finns listade i Catalogue of Life.